# Oscaruddelingen 2008
Oscaruddelingen 2008, den 80. oscaruddeling, fandt sted 24. februar 2008. Værten var for anden gang skuespiller og tv-vært Jon Stewart, kendt fra bl.a. The Daily Show. Han havde sidst værtsrollen ved Oscaruddelingen 2005. I Danmark blev programmet vist på TV 2 Film med Jesper Steinmetz som studievært.
De danske islæt til prisuddelingen var Christian E. Christiansens kortfilm Om natten og dansk-amerikaneren Viggo Mortensen, der var nomineret i kategorien bedste mandlige hovedrolle. Ingen af dem vandt.

## Vindere og nominerede
| Flest Oscars       | No Country for Old Men (4)                        |
| Flest nomineringer | No Country for Old Men og There Will Be Blood (8) |

### Bedste film
præsenteret af Denzel Washington

No Country for Old Men – Scott Rudin, Joel og Ethan Coen
Soning – Tim Bevan, Eric Fellner og Paul Webster
Juno – Lianne Halfon, Mason Novick og Russell Smith
Michael Clayton – Sydney Pollack, Jennifer Fox og Kerry Orent
There Will Be Blood – JoAnne Sellar, Paul Thomas Anderson og Daniel Lupi

### Bedste instruktør
præsenteret af Martin Scorsese

Joel og Ethan Coen – No Country for Old Men
Paul Thomas Anderson – There Will Be Blood
Tony Gilroy – Michael Clayton
Jason Reitman – Juno
Julian Schnabel – Dykkerklokken og Sommerfuglen

### Bedste mandlige hovedrolle
præsenteret af Helen Mirren

Daniel Day-Lewis – There Will Be Blood
George Clooney – Michael Clayton
Johnny Depp – Sweeney Todd: Den djævelske barber fra Fleet Street
Tommy Lee Jones – In the Valley of Elah
Viggo Mortensen – Eastern Promises

### Kvindelige hovedrolle
præsenteret af Forest Whitaker

Marion Cotillard – La vie en rose
Cate Blanchett – Elizabeth: The Golden Age
Julie Christie – Away from Her
Laura Linney – The Savages
Ellen Page – Juno

### Bedste mandlige birolle
præsenteret af Jennifer Hudson

Javier Bardem – No Country for Old Men
Casey Affleck – Mordet på Jesse James af kujonen Robert Ford
Philip Seymour Hoffman – Charlie Wilson's War
Hal Holbrook – Into the Wild
Tom Wilkinson – Michael Clayton

### Bedste kvindelige birolle
præsenteret af Alan Arkin

Tilda Swinton – Michael Clayton
Cate Blanchett – I'm Not There
Ruby Dee – American Gangster
Saoirse Ronan – Soning
Amy Ryan – Gone Baby Gone

### bedste originale manuskript
præsenteret af Harrison Ford

Diablo Cody – Juno
Nancy Oliver – Lars and the Real Girl
Tony Gilroy – Michael Clayton
Brad Bird, Jan Pinkava og Jim Capobianco – Ratatouille
Tamara Jenkins – The Savages

### Bedste filmatisering
præsenteret af Josh Brolin og James McAvoy

Joel og Ethan Coen – No Country for Old Men
Christopher Hampton – Soning
Sarah Polley – Away from Her
Ronald Harwood – Dykkerklokken og Sommerfuglen
Paul Thomas Anderson – There Will Be Blood

### Bedste fotografering
præsenteret af Cameron Diaz

Robert Elswit – There Will Be Blood
Seamus McGarvey – Soning
Roger Deakins – Mordet på Jesse James af kujonen Robert Ford
Roger Deakins – No Country for Old Men
Janusz Kamiński – Dykkerklokken og Sommerfuglen

### Bedste scenografi
præsenteret af Cate Blanchett

Dante Ferretti og Francesca Lo Schiavo – Sweeney Todd: Den djævelske barber fra Fleet Street
Sarah Greenwood og Katie Spencer – Soning
Arthur Max og Beth A. Rubino – American Gangster
Dennis Gassner og Anna Pinnock − Det gyldne kompas
Jack Fisk og Jim Erickson – There Will Be Blood

### Bedste kostumer
præsenteret af Jennifer Garner

Alexandra Byrne – Elizabeth: The Golden Age
Jacqueline Durran – Soning
Albert Wolsky – Across the Universe
Marit Allen – La vie en rose
Colleen Atwood – Sweeney Todd: Den djævelske barber fra Fleet Street

### Bedste lyd
præsenteret af Jonah Hill og Seth Rogen

Scott Millan, David Parker og Kirk Francis – The Bourne Ultimatum
Skip Lievsay, Craig Berkey, Greg Orloff og Peter Kurland – No Country for Old Men
Randy Thom, Michael Semanick og Doc Kane – Ratatouille
Paul Massey, David Giammarco og Jim Stuebe – 3:10 til Yuma
Kevin O'Connell, Greg P. Russell og Peter J. Devlin – Transformers

### Bedste lydmix
præsenteret af Jonah Hill og Seth Rogen

Karen Baker Landers og Per Hallberg – The Bourne Ultimatum
Skip Lievsay – No Country for Old Men
Randy Thom og Michael Silvers – Ratatouille
Matthew Wood – There Will Be Blood
Ethan Van der Ryn og Mike Hopkins – Transformers

### Bedste klipning
præsenteret af Renée Zellweger

Christopher Rouse – The Bourne Ultimatum
Juliette Welfling – Dykkerklokken og Sommerfuglen
Jay Cassidy – Into the Wild
Roderick Jaynes – No Country for Old Men
Dylan Tichenor – There Will Be Blood

### Bedste make-up
præsenteret af Katherine Heigl

Didier Lavergne og Jan Archibald – La vie en rose
Rick Baker og Kazuhiro Tsuji – Norbit
Ve Neill og Martin Samuel – Pirates of the Caribbean: Ved Verdens Ende

### Bedste visuelle effekter
præsenteret af Dwayne Johnson

Michael L. Fink, Bill Westenhofer, Ben Morris og Trevor Wood – Det gyldne kompas
John Knoll, Hal Hickel, Charles Gibson og John Frazier – Pirates of the Caribbean: Ved Verdens Ende
Scott Farrar, Scott Benza, Russell Earl og John Frazier – Transformers

### Bedste sang
præsenteret af John Travolta

„Falling Slowly“ – Once
„Happy Working Song“ – Fortryllet
„Raise It Up“ – August Rush
„So Close“ – Fortryllet
„That’s How You Know“ – Fortryllet

### Bedste musik
præsenteret af Amy Adams

Dario Marianelli – Soning
Alberto Iglesias – The Kite Runner
James Newton Howard – Michael Clayton
Michael Giacchino – Ratatouille
Marco Beltrami – 3:10 til Yuma

### Bedste animerede film
præsenteret af Anne Hathaway og Steve Carell

Ratatouille
Surf's Up
Persepolis

### Bedste animerede kortfilm
præsenteret Barry B. Benson (Jerry Seinfeld) fra Bee Movie

Peter & the Wolf – Suzie Templeton og Hugh Welchman
I Met The Walrus –  Josh Raskin
Madame Tutli-Putli – Chris Lavis og Maciek Szczerbowski
Même les Pigeons vont au Paradis – Samuel Tourneux
Moja ljubow – Alexander Petrow

### Bedste kortfilm
præsenteret af Owen Wilson

Le Mozart des Pickpockets – Philippe Pollet-Villard
Om natten – Christian E. Christiansen og Louise Vesth
Il Supplente – Andrea Jublin
Tanghi Argentini – Guido Thys og Anja Daelemans
The Tonto Woman – Daniel Barber og Matthew Brown

### Bedste dokumentarfilm
præsenteret af Tom Hanks

Taxi to the Dark Side – Alex Gibney og Eva Orner
No End In Sight – Charles Ferguson og Audrey Marrs
Operation Homecoming: Writing the Wartime Experience – Richard E. Robbins
Sicko – Michael Moore
War/Dance – Andrea Nix Fine og Sean Fine

### Bedste korte dokumentar
præsenteret af Tom Hanks og amerikanske soldater i udlandet (per satellit)

Freeheld – Cynthia Wade og Vanessa Roth
La Corona – Amanda Micheli og Isabel Vega
Salim Baba – Tim Sternberg og Francisco Bello
Sari's Mother – James Longley

### Bedste udenlandske film
præsenteret af Penélope Cruz

Forfalskerne – Østrig
Beaufort – Israel
Katyń – Polen
Mongol – Kasakhstan
12 – Rusland